# Rothus vittatus
Rothus vittatus är en spindelart som beskrevs av Simon 1898. Rothus vittatus ingår i släktet Rothus och familjen vårdnätsspindlar. Inga underarter finns listade i Catalogue of Life.